# Despina Stokou
Despina Stokou (griechisch Δέσποινα Στόκου, * 1978 in Athen) ist eine griechische Künstlerin.

## Leben und Werk

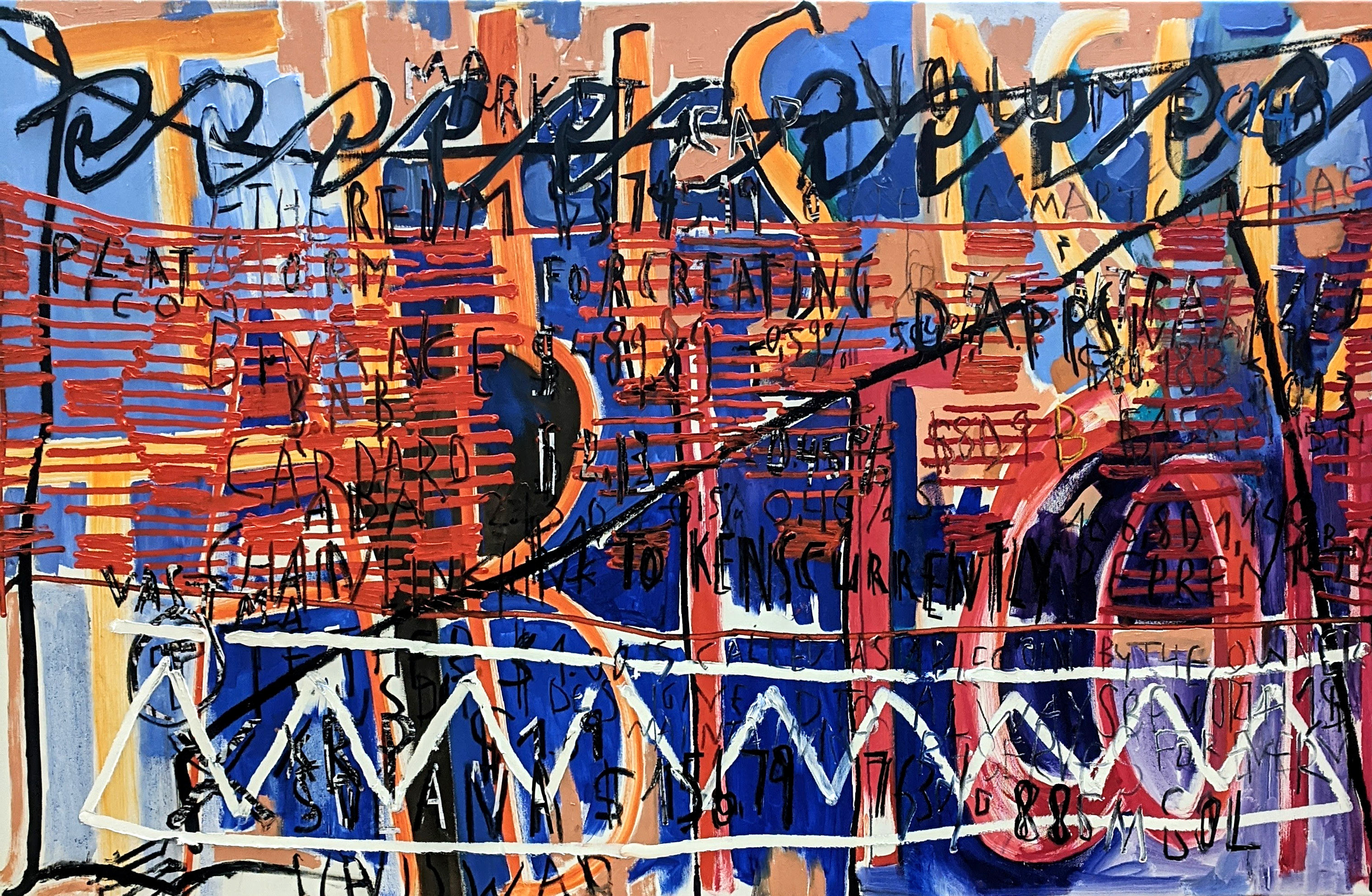
Despina Stokou: „This Is Not a Bitcoin“ (Öl und Mixed-Media-Collage auf Leinwand, 2022)

Despina Stokou wurde 1978 in Athen geboren. Sie wuchs ebendort und in Saudi-Arabien als Kind von Bauingenieuren auf. In ihrer Jugend besuchte sie die Deutsche Schule Athen. Im Jahr 1998 erwarb sie einen Abschluss am Technischen Institut für Marketing und Werbung in Athen. Nachdem sie 2002 an der Hochschule der Bildenden Künste Athen graduierte (Bachelor of Arts), erhielt Stokou ein Stipendium des DAAD Artists-in-Berlin Programms, um an der Universität der Künste Berlin am Institut für Kunst im Kontext zu studieren. Im Jahr 2005 erwarb sie dort einen Master of Arts und blieb für das folgende Jahrzehnt in Berlin: „Was mich an der Stadt anzog, war dieser offene Raum. Das meine ich im spirituellen Sinne, nicht nur die Stadt selbst.“ Im Jahr 2015 zog Stokou nach Los Angeles. Von 2022 bis 2023 war sie Professorin für Kontextuelle Malerei an der Akademie der Bildenden Künste Wien. Aktuell lebt und arbeitet sie wieder in Los Angeles.
Stokou ist bekannt dafür, große Mengen von Online-Textdaten auf Leinwand zu übertragen. Ihre Auseinandersetzung mit und Verwendung von Text verfolgen nicht nur den Inhalt sozialer Austausche, sondern auch die zeitgenössische Infrastruktur, die sie trägt. Verwickelte Textschichten erscheinen an Stellen, die entweder lesbar oder unlesbar sind, unter abstrakten Wisch- und Farbaufträgen, die zusammen ein Gefühl von gesteigerter, hektischer Energie vermitteln, das charakteristisch für ihre Arbeit ist.

## Einzelausstellungen (Auswahl)
- 2018: OH, HONEY, Praz-Delavallade, Los Angeles
- 2016: SHOUT!, Derek Eller Gallery, New York
- 2015: Despina Stokou: GHOSTING, Eigen + Art, Leipzig
- 2015: Auto-Correct, Derek Eller Gallery, off-site exhibition, Los Angeles
- 2014: Only Tomatoes and Horses, Derek Eller Gallery, New York
- 2014: The royal we, EIGEN + ART Lab, Berlin
- 2013: Despina Stokou, Galerie Krobath, Wien
- 2013: bulletproof, Derek Eller Gallery, New York
- 2013: Delusions of Grandeur / Größenwahn, Galerie Krobath, Berlin[1]